# Kvantitet
|  | Wiktionary har en ordboksartikel om kvantitet. |

Kvantitet är ett slags egenskap som framträder i form av mängd eller storhet och är ofta mätbar. Den tillhör en klass grundbegrepp där även kvalitet, substans, förändring och relation ingår.

## Beskrivning
Under mängd och storhet finns olika slags kvantiteter. Till exempel, nummer och antal är mängder vilka kan sägas vara kvantiteter i sig, medan storheter fungerar som tillstånd hos föremål, till exempel, deras vikt, massa, utsträckning i längd, bredd, djup eller tid. 
Skillnaden mellan mängd och storhet återspeglas i skillnaden mellan diskrethet och kontinuitet. En mängd består av ett visst antal uppdelade enheter medan en storhet består av en kontinuitet som kan delas upp i ett oändligt antal enheter. Till exempel, sju äpplen är en exakt mängd uppdelade enheter, medan deras vikt är en kontinuerlig storhet som kan delas upp i ett oändligt antal enheter, eller decimaler, genom att öka vägningens noggrannhet.

## Användning
- Inom logiken är en kvantitet enheten, helheten eller delen av en sats, eller vad som anges enligt någon kvantifikator ("alla...", "ingen...", "någon...").
- Inom matematiken är en kvantitet föremålet för en operation.
- Inom vetenskaplig metodik baseras kvantitativ metod på statistik och kvalitativ metod på tolkning
- Inom musiken är en kvantitet hur länge en ton varar.
- Inom fonetiken betecknar kvantiteten den relativa längden hos en vokal eller konsonant, se kvantitet (fonetik).
- Inom versläran är kvantitet ett mått på stavelsers längd, se versfot.
- Ibland används "kvantitet" som kontrast till "kvalitet", till exempel, när "kvantitativ forskning" kontrasteras mot "kvalitativ forskning" inom "mjuka" vetenskaper.